# Cuninidae
Famille
Cuninidae est une famille de méduses hydrozoaires faisant partie des cnidaires.

## Liste des genres
Selon World Register of Marine Species (26 mars 2016), Cuninidae comprend les genres suivants :
- genre Cunina Eschscholtz, 1829
- genre Cunissa Haeckel, 1879
- genre Cunoctona Haeckel, 1879
- genre Sigiweddellia Bouillon, Pagès & Gili, 2001
- genre Solmissus Haeckel, 1879